# Mistrzostwa Polski w Łucznictwie 2021
Mistrzostwa Polski w Łucznictwie 2021 – 85. edycja mistrzostw, która odbyła się w dniach 1–14 lipca 2021 roku na torach łuczniczych w Gdańsku.

## Medaliści

### Strzelanie z łuku klasycznego
| Konkurencja           | Złoto                                                                                         | Srebro                                                                           | Brąz                                                                                    |
| Indywidualne mężczyzn | Piotr Starzycki (Marymont Warszawa)                                                           | Sławomir Napłoszek (Marymont Warszawa)                                           | Oskar Kasprowski (Łucznik Żywiec)                                                       |
| Indywidualne mężczyzn | Piotr Starzycki (Marymont Warszawa)                                                           | Sławomir Napłoszek (Marymont Warszawa)                                           | Kacper Sierakowski (Marymont Warszawa)                                                  |
| Indywidualne kobiet   | Sylwia Zyzańska (Łucznik Żywiec)                                                              | Magdalena Śmiałkowska (Społem Łódź)                                              | Anna Tobolewska (Zryw Dobrcz)                                                           |
| Indywidualne kobiet   | Sylwia Zyzańska (Łucznik Żywiec)                                                              | Magdalena Śmiałkowska (Społem Łódź)                                              | Natalia Leśniak (Łucznik Żywiec)                                                        |
| Drużynowo mężczyzn    | Marymont Warszawa I Sławomir Napłoszek Kacper Sierakowski Piotr Starzycki Ludwik Pietrusiński | Zryw Dobrcz Arkadiusz Smoliński Jakub Smoliński Kacper Żurek                     | Łucznik Żywiec I Oskar Kasprowski Filip Łazowski Jakub Bąk Michał Rytlewski             |
| Drużynowo mężczyzn    | Marymont Warszawa I Sławomir Napłoszek Kacper Sierakowski Piotr Starzycki Ludwik Pietrusiński | Zryw Dobrcz Arkadiusz Smoliński Jakub Smoliński Kacper Żurek                     | Marymont Warszawa IV Antoni Powała Jerzy Sputo Roman Pękalski                           |
| Drużynowo kobiet      | Łucznik Żywiec I Wioleta Myszor Natalia Leśniak Sylwia Zyzańska                               | Mazowsze Teresin I Maria Małolepsza Julia Gajda Alicja Maciągowska Natalia Skrok | Łucznik Żywiec II Joanna Rząsa-Leniart Kinga Tomaszewicz Klaudia Płaza Aleksandra Wider |
| Drużynowo kobiet      | Łucznik Żywiec I Wioleta Myszor Natalia Leśniak Sylwia Zyzańska                               | Mazowsze Teresin I Maria Małolepsza Julia Gajda Alicja Maciągowska Natalia Skrok | MLKS Czarna Strzała Natalia Michalska Martyna Stach Klaudia Szmit Anna Pieprzyca        |
| Drużynowo mieszane    | Łucznik Żywiec I Oskar Kasprowski Wioleta Myszor                                              | Łucznik Żywiec III Natalia Leśniak Jakub Bąk                                     | Zryw Dobrcz Arkadiusz Smoliński Anna Tobolewska                                         |
| Drużynowo mieszane    | Łucznik Żywiec I Oskar Kasprowski Wioleta Myszor                                              | Łucznik Żywiec III Natalia Leśniak Jakub Bąk                                     | Łucznik Żywiec II Sylwia Zyzańska Filip Łazowski                                        |